# Episodi di Roy Rogers (prima stagione)
La prima stagione della serie televisiva Roy Rogers è andata in onda negli Stati Uniti dal 30 dicembre 1951 al 15 giugno 1952 sulla NBC.
| nº | Titolo originale                   | Prima TV USA     | Titolo italiano            | Prima TV Italia |
| -- | ---------------------------------- | ---------------- | -------------------------- | --------------- |
| 0  | Pilot                              | 1951             |                            |                 |
| 1  | Jailbreak                          | 30 dicembre 1951 | La fuga dalla prigione     |                 |
| 2  | Doc Stevens' Traveling Store       | 6 gennaio 1952   |                            |                 |
| 3  | The Set-Up                         | 20 gennaio 1952  |                            |                 |
| 4  | The Treasure of Howling Dog Canyon | 27 gennaio 1952  | Il tesoro del Canyon       |                 |
| 5  | The Train Robbery                  | 3 febbraio 1952  |                            |                 |
| 6  | Badman's Brother                   | 10 febbraio 1952 |                            |                 |
| 7  | The Outlaw's Girl                  | 17 febbraio 1952 | La ragazza del bandito     |                 |
| 8  | The Desert Fugitive                | 24 febbraio 1952 |                            |                 |
| 9  | Outlaw's Town                      | 2 marzo 1952     | Il paese dei fuorilegge    |                 |
| 10 | Unwilling Outlaw                   | 9 marzo 1952     | La ricompensa dell'onesta' |                 |
| 11 | Dead Men's Hills                   | 16 marzo 1952    |                            |                 |
| 12 | The Minister's Son                 | 23 marzo 1952    | Il figlio del ministro     |                 |
| 13 | Ghost Gulch                        | 30 marzo 1952    |                            |                 |
| 14 | Ride in the Death Wagon            | 6 aprile 1952    |                            |                 |
| 15 | Peril from the Past                | 13 aprile 1952   |                            |                 |
| 16 | Ride of the Ranchers               | 20 aprile 1952   |                            |                 |
| 17 | Shoot to Kill                      | 27 aprile 1952   |                            |                 |
| 18 | The Hermit's Secret                | 4 maggio 1952    |                            |                 |
| 19 | Haunted Mine of Paradise Valley    | 18 maggio 1952   |                            |                 |
| 20 | Ghost Town Gold                    | 25 maggio 1952   | L'oro della città fantasma |                 |
| 21 | Doublecrosser                      | 1º giugno 1952   | Il doppio gioco            |                 |
| 22 | Carnival Killer                    | 8 giugno 1952    |                            |                 |
| 23 | Flying Bullets                     | 15 giugno 1952   |                            |                 |

## Pilot
- Diretto da:
- Scritto da:

### Trama
- Interpreti: Roy Rogers (Roy Rogers), Dale Evans (Dale Evans), Pat Brady (Pat Brady), Rand Brooks, Nan Leslie, Douglas Evans, Gregg Barton, Terry Frost, Riley Hill, Harry Harvey (sceriffo John Blodgett), Herman Hack (cittadino)

## Jailbreak
- Diretto da:
- Scritto da:

### Trama
- Interpreti: Roy Rogers (Roy Rogers), Dale Evans (Dale Evans), Pat Brady (Pat Brady), Rand Brooks (Tom Lee), Nan Leslie (Bess Walton), Douglas Evans (Sal Parker), Gregg Barton (scagnozzo Waco), Terry Frost (scagnozzo Al), Riley Hill (scagnozzo Barney), Harry Harvey (sceriffo Tom Blodgett), Ralph Bucko (cittadino), Roy Bucko (uomo at Bazaar), Steve Clark (Doc Dowd), Herman Hack (cittadino), Whitey Hughes (cittadino), Ray Jones (cittadino)

## Doc Stevens' Traveling Store
- Diretto da:
- Scritto da:

### Trama
- Interpreti: Roy Rogers (Roy Rogers), Dale Evans (Dale Evans), Pat Brady (Pat Brady), Wheaton Chambers (Robert Ott), Ferris Taylor (Doc Stevens), Boyd 'Red' Morgan (Bradford), Zon Murray (Jones), Peggy Stewart (Myra Fuller), Harry Harvey (Williams), Stanley Andrews (sceriffo Sam Fuller), Herman Hack (cittadino)

## The Set-Up
- Diretto da:
- Scritto da:

### Trama
- Interpreti: Roy Rogers (Roy Rogers), Dale Evans (Dale Evans), Pat Brady (Pat Brady), Wheaton Chambers (Dave Swallow), Boyd 'Red' Morgan (scagnozzo), Zon Murray (scagnozzo Mason), Harry Harvey (sceriffo Blodgett), Hallene Hill (Granny)

## The Treasure of Howling Dog Canyon
- Diretto da:
- Scritto da:

### Trama
- Interpreti: Roy Rogers (Roy Rogers), Dale Evans (Dale Evans), Pat Brady (Pat Brady), Carl 'Alfalfa' Switzer (Clyde Stockton), Don C. Harvey (John Briggs), Denver Pyle (scagnozzo Nash), Boyd 'Red' Morgan (scagnozzo Weston), Dorothy Crider (Mame Briggs), Chief Yowlachie (indiano Tom)

## The Train Robbery
- Diretto da:
- Scritto da:

### Trama
- Interpreti: Roy Rogers (Roy Rogers), Dale Evans (Dale Evans), Pat Brady (Pat Brady), Robert J. Wilke (Mark Bender), Holly Bane (Gil Bruce), Reed Howes (sceriffo), Charles Heard (Ned Harrison), William Fawcett (Tom, the Banker), Chick Hannan (vice)

## Badman's Brother
- Diretto da:
- Scritto da:

### Trama
- Interpreti: Roy Rogers (Roy Rogers), Dale Evans (Dale Evans), Pat Brady (Pat Brady), Minerva Urecal (Geraldine O'Fallon), Francis McDonald (Mr. Trumbull), Robert Hyatt (Larry Trumball), Riley Hill (Alabama Al), Sandy Sanders (Knox), Harry Mackin (Stu Trumbull), Harry Harvey (sceriffo)

## The Outlaw's Girl
- Diretto da:
- Scritto da:

### Trama
- Interpreti: Roy Rogers (Roy Rogers), Dale Evans (Dale Evans), Pat Brady (Pat Brady), Reed Howes (sceriffo Tom), John Crawford (Frank Latimer), Tom Tyler (Andy - Deputy), Rochelle Stanton (Thelma Young), Brett King (Chick Dillon), William Tannen (Lance Carter), Art Dillard (scagnozzo Mel Stoddard)

## The Desert Fugitive
- Diretto da:
- Scritto da:

### Trama
- Interpreti: Roy Rogers (Roy Rogers), Dale Evans (Dale Evans), Pat Brady (Pat Brady), Stephen Chase (Frank Sheldon, avvocato), Harry Harvey (sceriffo), Chuck Roberson (vice Randall), Rand Brooks (Bill Harris / Jim Harris), Gregg Barton (scagnozzo Russ), Terry Frost (scagnozzo), Riley Hill (scagnozzo di Sheldon), Virginia Carroll (Walden), Nolan Leary (addetto al telegrafo)

## Outlaw's Town
- Diretto da:
- Scritto da:

### Trama
- Interpreti: Roy Rogers (Roy Rogers), Dale Evans (Dale Evans), Pat Brady (Pat Brady), William Tannen (Rusty Madison), Reed Howes (sceriffo), John Crawford (scagnozzo Jim), Brett King (Carroll), Tom Tyler (scagnozzo), Art Dillard (scagnozzo Pete), Hank Patterson (Soapy), Ferris Taylor (Doc)

## Unwilling Outlaw
- Diretto da:
- Scritto da:

### Trama
- Interpreti: Roy Rogers (Roy Rogers), Dale Evans (Dale Evans), Pat Brady (Pat Brady), Dale Van Sickel (Duke Lawson), George J. Lewis (scagnozzo Gus), Reed Howes (sceriffo Tom Blodgett), William Fawcett (banchiere Marty), I. Stanford Jolley (Jed Collins), Sherry Jackson (Lucy Collins)

## Dead Men's Hills
- Diretto da:
- Scritto da:

### Trama
- Interpreti: Roy Rogers (Roy Rogers), Dale Evans (Dale Evans), Pat Brady (Pat Brady), Richard Emory (vice Cliff), Larry Hudson (Baller), Forrest Taylor (sceriffo), George Slocum (Les Hannon), Steve Raines (scagnozzo Sam Thatcher), Sandy Sanders (scagnozzo Joe Curry), Stuart Whitman (scagnozzo Monty Abbott)

## The Minister's Son
- Diretto da:
- Scritto da:

### Trama
- Interpreti: Roy Rogers (Roy Rogers), Dale Evans (Dale Evans), Pat Brady (Pat Brady), Keith Richards (Northrup), Stephen Chase (Mort Simmons), Raymond Hatton (vecchio Mike Leslie), Terry Frost (scagnozzo), Riley Hill (scagnozzo), Gregg Barton (scagnozzo), Douglas Evans (scagnozzo), Harry Harvey (sceriffo), Chuck Roberson (vice Randall), Lonnie Burr (Telegraph Agent), Ferris Taylor (Wilber), Ken Tyrrell (Roy's Guard)

## Ghost Gulch
- Diretto da:
- Scritto da:

### Trama
- Interpreti: Roy Rogers (Roy Rogers), Dale Evans (Dale Evans), Pat Brady (Pat Brady), Peggy Stewart (Eileen Barton), Dale Van Sickel (Larry Ridgeway), Zelda Cleaver (Magnolia), George J. Lewis (scagnozzo Buck), Reed Howes (sceriffo Tom), William Fawcett (cliente Café), I. Stanford Jolley (The Guardia)

## Ride in the Death Wagon
- Diretto da:
- Scritto da:

### Trama
- Interpreti: Roy Rogers (Roy Rogers), Dale Evans (Dale Evans), Pat Brady (Pat Brady), Forrest Taylor (Ned Virges), George Slocum (scagnozzo Red), Richard Emory (Sloan), Bee Humphries (Liddy Gary), Larry Hudson (Bert Mason)

## Peril from the Past
- Diretto da:
- Scritto da:

### Trama
- Interpreti: Roy Rogers (Roy Rogers), Dale Evans (Dale Evans), Pat Brady (Pat Brady), John Doucette (Dude Dalhart), Bill Catching (scagnozzo Sid), Paul Fierro (scagnozzo Cherokee Tim), Harry Harvey (sceriffo), Lee Roberts (John Medford), Ann Doran (Mary Medford), Pierre Watkin (banchiere Prescott), Russ Scott (sportellista della banca)

## Ride of the Ranchers
- Diretto da:
- Scritto da:

### Trama
- Interpreti: Roy Rogers (Roy Rogers), Dale Evans (Dale Evans), Pat Brady (Pat Brady), Fred Graham (fuorilegge Leader), Jim Diehl (Jim Perry), Steve Raines (scagnozzo Slim), Pedro Regas (Don José), Milicent Patrick (Elena), Tina Menard (Maria), Russ Scott (scagnozzo), Harry Harvey (sceriffo), Augie Gomez (Chico), Fred Cummins

## Shoot to Kill
- Diretto da:
- Scritto da:

### Trama
- Interpreti: Roy Rogers (Roy Rogers), Dale Evans (Dale Evans), Pat Brady (Pat Brady), John Doucette (Mark Opal), Bill Catching (scagnozzo), Paul Fierro (scagnozzo), Al Ferguson (sceriffo Jim Lindsey), Carl 'Alfalfa' Switzer (Elmer Kirby), Lee Roberts (vice Phil), Rex Lease (barista), Sandy Sanders (conducente della diligenza), Russ Scott (vice)

## The Hermit's Secret
- Diretto da:
- Scritto da:

### Trama
- Interpreti: Roy Rogers (Roy Rogers), Dale Evans (Dale Evans), Pat Brady (Pat Brady), Fred Graham (scagnozzo), Harry Harvey (sceriffo), Hank Patterson (Hermit Hank Fowler), Evelyn Finley (Ruby Barton), Henry Wills (Monty Elk Heart), James Kirkwood (Dunlap), Gloria Winters (Laraine Dunlap), Stanley Blystone (Dan Barton)

## Haunted Mine of Paradise Valley
- Diretto da:
- Scritto da:

### Trama
- Interpreti: Roy Rogers (Roy Rogers), Dale Evans (Dale Evans), Pat Brady (Pat Brady), Fred Graham (Bill Bedford), Harry Harvey (sceriffo), Hank Patterson (Joe Denton), Jean Harvey (Sue Denton), Henry Wills (Matt), Frank Jaquet (colonnello Jasper Rutherford), Sandy Sanders (conducente della diligenza), Buff Brady (scagnozzo), Tommy Coleman (scagnozzo), Nolan Leary (Pete, Café Customer)

## Ghost Town Gold
- Diretto da:
- Scritto da:

### Trama
- Interpreti: Roy Rogers (Roy Rogers), Dale Evans (Dale Evans), Pat Brady (Pat Brady), Tom London (Webb Jenkins), Marshall Reed (scagnozzo di Dover), Sandy Sanders (scagnozzo Lew), Jean Dean (Isabelle Stanton), Harry Harvey (sceriffo), Don C. Harvey (Samuel Dover), Rand Brooks (Dave - Bank Teller), Russ Scott (cittadino)

## Doublecrosser
- Diretto da:
- Scritto da:

### Trama
- Interpreti: Roy Rogers (Roy Rogers), Dale Evans (Dale Evans), Pat Brady (Pat Brady), Harry Lauter (Ralph Colton), Don C. Harvey (sceriffo Ad March), Denver Pyle (Bad Boy Wiley), Boyd 'Red' Morgan (scagnozzo Rod Morgan), Dorothy Vaughan (Ma Colton), Augie Gomez (Whittler), Ray Jones (cittadino)

## Carnival Killer
- Diretto da:
- Scritto da:

### Trama
- Interpreti: Roy Rogers (Roy Rogers), Dale Evans (Dale Evans), Pat Brady (Pat Brady), Don C. Harvey (Les Barton, Carnival Owner), Jean Dean (Mary Barton), Marshall Reed (Tom Wallace), Rand Brooks (Joe), Tom London (Jake), Harry Harvey (sceriffo Tom), Russ Scott

## Flying Bullets
- Diretto da:
- Scritto da:

### Trama
- Interpreti: Roy Rogers (Roy Rogers), Dale Evans (Dale Evans), Pat Brady (sceriffo Pat Brady), Norman Leavitt (Cliff Miller), Steve Pendleton (Joe Slade), George Douglas (Roger Wilson), Denver Pyle (Zeke Miller), Harry Harvey (Hank Fisher), Russ Scott, Buttermilk (se stesso)